# Ratschitsch
Ratschitsch, früher auch Ratschitz, ist eine Rotte in der Gemeinde St. Veit in Defereggen im Defereggental (Osttirol).

## Geographie
Ratschitsch liegt in rund 1400 Metern Höhe an den Südabhängen des Donnersteins (2724 m ü. A.) rund 150 Meter über dem Talboden der Schwarzach. Die Rotte befindet sich im Zentrum der Fraktion, wobei der Frözbach die Grenze zum östlich gelegenen Weiler Außeregg und der Gsaritzerbach die Grenze zum westlich gelegenen Dorf Linden darstellt. Im südlich gelegenen Talboden findet sich die Streusiedlung Scheiblraut.
Erreichbar ist Ratschitsch über die Sankt Veiter Straße (L358), die von der Defereggentalstraße abzweigt und über Unteregg-Kurztal zum Dorf St. Veit führt. Die Rotte liegt mit Ausnahme der Hofstelle Albichter (Görtschach 19) südlich der Sankt Veiter Straße. Es handelt sich dabei um die Hofstellen Krusten (Görtschach 17), Lenzer (Görtschach 18), Albichter (Bruggen 19), Jaggler (Görtschach 20), Weger (Görtschach 21) und Unterwegers (Görtschach 42). Als landwirtschaftliche Betriebe werden jedoch nur noch die Höfe Krusten und Jaggler ausgewiesen, zudem unterhält der Bauernhof Baur aus Linden neben der Hofstelle Albichter einen Stall. Zudem wurden südlich der Hofstellen drei weitere Wohngebäude zugebaut (Stand 2022, Görtschach 45, 52, 56).

## Geschichte

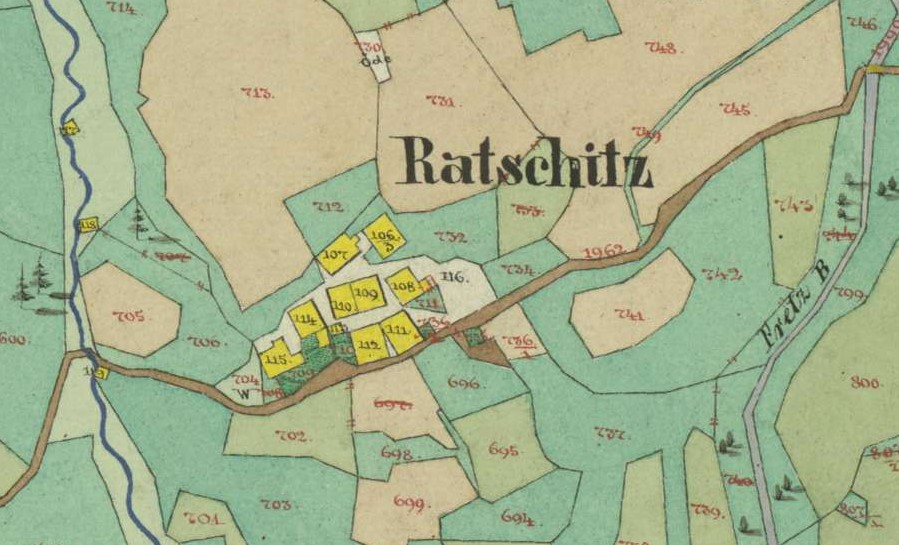
Ratschitsch im Franzeszischen Kataster um 1850

In Ratschitsch lagen Ende des Mittelalters zwei Schwaigen (Urhöfe), die alle der Grundherrschaft des Dominikanerinnenklosters Lienz unterstanden. Es waren dies die Albrechterschwaige und die Pettererschwaige.
Ratschitsch wurde lange Zeit bei Volkszählungen nicht extra ausgewiesen, sondern bei Görtschach eingerechnet. Erst 1923 wird Görtschach als Weiler mit fünf Häusern und 34 Einwohnern separat verzeichnet. Im Jahr 1951 wird Ratschitsch als Weiler mit fünf Häusern und 34 Einwohnern bezeichnet, 1961 lebten 39 Menschen in fünf Häusern. Bis 1981 erhöhte sich die Einwohnerzahl auf 42 Menschen in sieben Häusern bzw. sechs bewohnten Gebäuden. Seit 1991 wird Ratschitsch nicht mehr separat ausgewiesen.

## Bauwerke und sakrale Kunst
Der Baukern des zweigeschoßigen Bauernhof Weger stammt vermutlich aus dem 18. Jahrhundert, wobei der quergeteilte Einhof im 19. und 20. Jahrhundert umgebaut wurde. Der Einhof besitzt ein gemauertes Kellerfundament, einen rechteckigen Grundriss in Kantblockbauweise sowie ein schindelgedecktes Blockpfettendach. Der Wohnteil wurde durch einen Söller betont, der hangseitige Wirtschaftsteil beherbergt Stall und Heulege. Westlich des Bauernhof Krusten befindet sich ein Wegkreuz aus der zweiten Hälfte des 19. Jahrhunderts mit brettergedecktem Schindeldach.